# René and The Alligators
René & The Alligators was een Haagse rock-'n-rollgitaarband die eind 1959 werd opgericht door gitarist en zanger René Nodelijk.

## Geschiedenis
Aanvankelijk probeerde Nodelijk een carrière als zanger op te bouwen, maar al snel bleken zijn talenten als gitarist. Van de Alligators verschenen zestien instrumentale rocksingles in de periode 1960-1964. Deze band had een duidelijk Indische achtergrond, mede door de oprichting van een Indische Kunstkring in het café-restaurant Den Hout te Den Haag vanwege de repatriëring uit Indonesië. Hun bekendste singles zijn Guitar Boogie en In the Mood uit 1962. Ze waren een voorbeeld voor de latere Haagse beatgroepen, de generatie die vaak gitaarles bij René Nodelijk had gekregen.
In 1978 maakte Nodelijk een comeback met zijn vrouw Renée (Anja Exterkate).